# Jan Orfila
Jan Orfila Sternal (San Luis, Baleares, 29 de enero de 1986) es un jugador de baloncesto español que actualmente milita en las filas del [[]] de la liga LEB.

## Características
Orfila juega de pívot y mide 2,06 metros, es un jugador interior, muy grande, con capacidad para intimidar y rebotear, no estando exento de buenos movimientos en posiciones cercanas al aro.

## Biografía
El jugador fue internacional con la selección de España en las categorías de cadete y júnior cuando militaba en el club Siglo XXI, luego se incorporó al CB Granada en el que alternaba los partidos en el filial de EBA con los entrenamientos del equipo de ACB, con el que llegó a jugar de forma esporádica.
En la temporada 07- 08, fue cedido por el C.B. Granada al Basquet Inca de la LEB ORO.
Al finalizar la temporada, el baloncesto en Mallorca experimentó una profunda transformación que acabó con la desaparición del Palma y del Basquet Inca de la LEB ORO, dando lugar al nacimiento del Bàsquet Mallorca, club en el que jugó Jan Orfila en la pasada temporada 08 - 09, con unos promedios de 6 puntos y 3 rebotes en 17 minutos por partido.

## Trayectoria deportiva
- 2006/07: CB Granada, ACB
- 2007/08: Club Basquet Inca, LEB
- 2008/09: Bàsquet Mallorca, LEB
- 2009/11: UB La Palma, LEB
- 2011/12: Club Baloncesto Peñas Huesca, LEB